# Michael C. Ruppert
Michael C. Ruppert (auch Mike Ruppert, * 3. Februar 1951 in Washington, D.C.; † 13. April 2014) war ein amerikanischer Autor und Journalist. Er war Gründer und Chefredakteur der Website From The Wilderness.

## Wirken
In seinem Buch Crossing the Rubicon schrieb er über den Einfluss der sinkenden weltweiten Ölreserven (Peak Oil) auf die Neuausrichtung der Geopolitik der USA in den letzten Jahren. In dem Buch vertritt Ruppert die These, dass die Terroranschläge am 11. September 2001 in den USA ein von staatlicher Seite benutztes Hilfsmittel im Dienste dieser Neuausrichtung waren. Das Buch ist eines der drei meistverkauften Sachbücher zum Thema in den USA.
Am 29. September 2008 veröffentlichte Ruppert in einem Artikel, dass er sich in persönlicher Gefahr („I am in personal danger now“) befinde, da er den unausgesprochenen Handel mit der Regierung, zurückgezogen zu leben und nicht an die Öffentlichkeit zu gehen, gebrochen habe („I have broken an unspoken deal with the government to remain retired and not speak out.“)
Am 6. November 2009 kam in den USA der Dokumentarfilm Collapse von Regisseur Chris Smith heraus, der Michael Ruppert und sein Weltbild dokumentiert. Der Film wurde erstmals in Deutschland auf der 60. Berlinale im Februar 2010 gezeigt.
Ruppert starb im April 2014 durch Suizid.

## Hintergründe
Ruppert war Drogenfahnder (Narcotics Detective) bei der Polizei von Los Angeles, die er wegen seiner Ansichten über die Rolle der CIA im Drogenhandel 1978 verlassen musste. 1996 konfrontierte er den damaligen CIA-Direktor John Deutch auf einer öffentlichen Veranstaltung mit Vorwürfen, dass die CIA in den Drogenhandel in den amerikanischen Großstädten verwickelt sei (siehe Darstellung im Artikel Dark Alliance). Laut Rupperts Aussage erfuhr er später von Insiderkreisen in Washington, dass Deutchs unsouveräne Reaktion darauf ihn dessen bereits als sicher geltende Ernennung zum US-Verteidigungsminister gekostet habe.

## Veröffentlichungen
- Crossing the Rubicon: The Decline of the American Empire at the End of the Age of Oil. New Society Publishers, 2004, ISBN 0865715408